# Cayetano José Rodríguez
Cayetano José Rodríguez (San Pedro, Gobernación del Río de la Plata, 1761 - Buenos Aires, Provincias Unidas del Río de la Plata, 21 de enero de 1823) fue un fraile y sacerdote franciscano y poeta argentino. Fue diputado en el Congreso de Tucumán que declaró la Independencia Argentina el 9 de julio de 1816. Como poeta fue autor del primer Himno Nacional de 1812 y escribió las Odas en honor de Carlos María de Alvear, del Cruce de los Andes y la Victoria de Chacabuco, y el panegírico en honor del General Manuel Belgrano, fallecido en 1820 y un soneto dedicado a Los Colorados, regimiento de caballería que al mando de Juan Manuel de Rosas impuso el Orden en los aciagos momentos de anarquía en Buenos Aires, el 5 de octubre de 1820. Como religioso defendió los derechos de la Iglesia católica contra el regalismo y las reformas eclesiásticas que Bernardino Rivadavia llevó a cabo como ministro de la Provincia de Buenos Aires.

## Biografía
Rodríguez nació en San Pedro, gobernación del Río de la Plata del Virreinato del Perú.
Estudió en el Colegio del Convento de los Padres Franciscanos, uniéndose a esa orden religiosa a la edad de 16 años; recibiendo las órdenes menores y mayores en Córdoba de La Nueva Andalucía en 1778. 
Desde 1783 fue también sacerdote. Ingresó en la Universidad de Córdoba, donde tuvo a su cargo las cátedras de Teología y Filosofía entre 1783 y 1790. 
En 1790 retornó a Buenos Aires, donde enseñó teología, filosofía, Hermenéutica y Física en el Convento Franciscano de la capital del novísimo Virreinato del Río de la Plata. Sus enseñanzas se conservan en el convento de San Francisco en Jujuy.
Rodríguez quedó impresionado por los patriotas y revolucionarios de comienzos del siglo XIX, por lo que abrazó su ideario y escribió un poema en 1807 dedicado a los esclavos que defendieron Buenos Aires durante las Invasiones inglesas. Se hizo amigo y maestro de Mariano Moreno. 
En 1810 participó activamente de los procesos independentistas y fue nombrado director de la Biblioteca Pública de Buenos Aires (actual Biblioteca Nacional) cargo que desempeñó hasta 1814. También fue nombrado como Superior Provincial de la orden Franciscana.
En 1811 fue elegido ministro provincial y en 1813 se lo designó como miembro de la Asamblea General Constituyente de 1813, encargándose de redactar los diarios de las sesiones hasta la disolución de la asamblea en 1815. 
Fue elegido como representante de Buenos Aires para el Congreso de Tucumán que 1816 reunió a las Provincias Unidas en Sud América y como tal fue uno de los 29 diputados que suscribieron el acta de la Declaración de la Independencia Argentina, el 9 de julio.
Después del Congreso, Rodríguez volvió a sus responsabilidades religiosas y públicas. En 1822 fundó el periódico El oficial del día, en el cual se oponía a la Reforma eclesiástica de Rivadavia, entre las que se cuentan la abolición del fuero eclesiástico y el diezmo y la supresión de varias órdenes religiosas, las cuales eran defendidas por el periódico El Centinela. Luego de la promulgación de las leyes de Rivadavia se retiró de la vida pública, dedicándose a sus deberes religiosos.
Falleció el 21 de enero de 1823 en el Convento Franciscano de Buenos Aires, a los 62 años de edad.
En 1903 se inauguró un monumento de bronce en la plaza que lleva su nombre, en la localidad bonaerense de San Pedro.